# Aethopyga primigenia
El suimanga de Hachisuka (Aethopyga primigenia) es una especie de ave paseriforme de la familia Nectariniidae endémica de la isla de Mindanao, Filipinas.

## Distribución y hábitat
El suimanga de Hachisuka se encuentra únicamente en la isla de Mindanao, en el sudeste de Filipinas, donde ocupa los bosques de montaña tropical. Está amenazado por la pérdida de hábitat.

## Subespecies
Se reconocen las siguientes:
- A. p. diuatae Salomonsen, 1953 - noreste de Mindanao
- A. p. primigenia (Hachisuka, 1941) - centro de Mindanao